# Kimon Taliadoros
Kimon Taliadoros (né le 28 mars 1968 à Melbourne en Australie) est un joueur de football international australien, qui évoluait au poste d'attaquant.
Il est également commentateur et dirigeant sportif et homme d'affaires.

## Biographie

### Enfance
Kimon Taliadoros est le fils de commerçants grecques établis en Afrique du Sud. Il grandit dans les quartiers populaires de Melbourne mais suit une éducation dans les établissements d'éducation réputés, où il pratique également le cricket. Il détient un diplôme de comptable.

### Joueur de football
Kimon Taliadoros évolue pendant six saisons avec le club du South Melbourne FC. Il joue un total de 100 matchs avec cette équipe,.
Kimon Taliadoros reçoit quatre sélections officielles en équipe d'Australie entre 1990 et 1993, sans inscrire de but. En prenant en compte les matchs non officiels, on obtient un total de neuf sélections et trois buts,.

### Création de la PFA
Durant l'hiver 1992, Kimon Taliadoros négocie son transfert vers le club Marconi Stallions Football Club, et, fait insolite dans le marché du football australien encore semi-professionnalisé à cette époque, il se présente avec un avocat (Brendan Schwab) pour faire valoir l'intégralité de ses droits lors de cette transaction.
En 1993, Kimon Taliadoros, participe à la création de la Professional Footballers' Association australienne (PFA) et prend la direction exécutive de la nouvelle structure. En 1995, il est nommé président de la PFA. Membre ad vitam en 1999, et PFA Champion en 2008,. Dans son livre The Death and Life of Australian Soccer, Joe Gorman remarque que la carrière en équipe nationale de Taliadoros s'arrête en 1993, l'année de création de la PFA, et y voit la main des acteurs économiques du football australien qui voyaient d'un mauvais œil le projet de standardisation du football australien entrepris par la PFA.

## Palmarès
South Melbourne
- Championnat d'Australie (1) :
  - Champion : 1990-91.
  - Meilleur buteur : 1991-92 (15 buts).

- Coupe d'Australie :
  - Finaliste : 1987

## Articles liés
- Professional Footballers' Association Australia